# Anadolu Kavağı

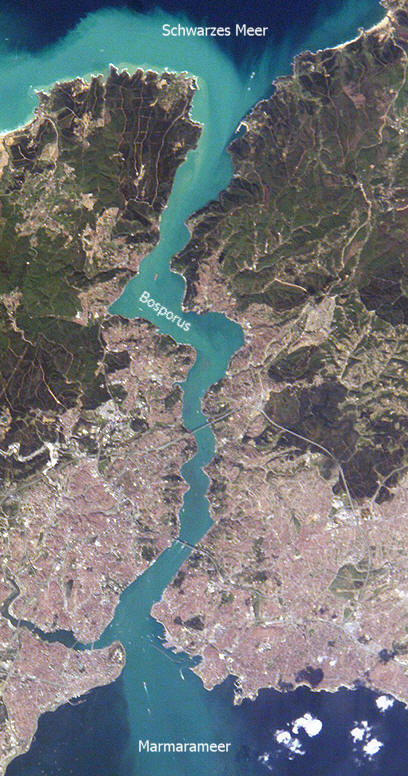
Anadolu Kavağı liegt am östlichen Ufer des Bosporus an der vorletzten Engstelle vor der Mündung in das Schwarze Meer, nördlich von Beykoz und Istanbul.

Anadolu Kavağı ist ein kleiner Ort nördlich des Stadtzentrums von Istanbul am Bosporus in der Türkei. Er ist bekannt durch seine Fischlokale und die nahe gelegene zerfallene Burganlage Yoros aus dem 13. und 17. Jahrhundert. 

## Lage
Anadolu Kavağı liegt an einer strategisch günstigen Stelle am östlichen Ufer des Bosporus nahe der Mündung in das Schwarze Meer, weshalb der Ort schon früh als Handelshafen und Militärstützpunkt genutzt wurde, wovon die Burgruine Yoros zeugt, die sich im Süden der Ortschaft auf einem etwa 200 m hohen Hügel befindet. Politisch liegt Anadolu Kavağı im Stadtbezirk Beykoz. Auf der anderen Seite des Bosporus befindet sich der Ort Rumeli Kavağı. Das Klima in Anadolu Kavağı ist wegen der vor dem Nordwind geschützten Lage milder als in Rumeli Kavağı.

## Geschichte

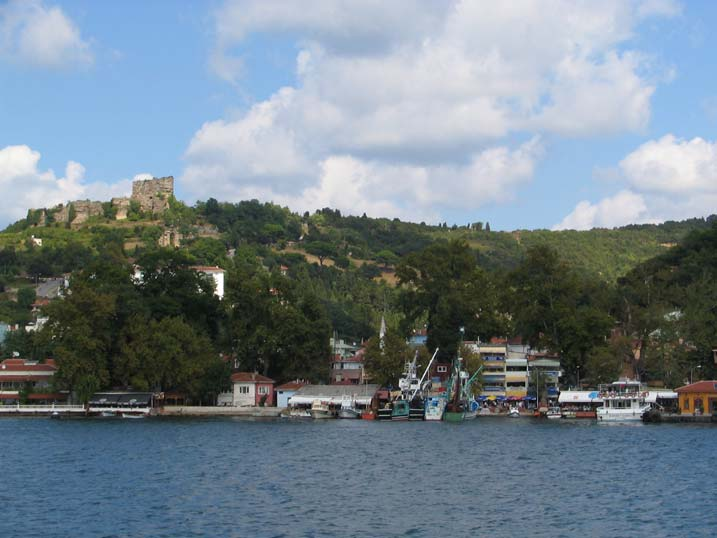
Ein Teil des Dorfes Anadolu Kavaği und die Burgruine Yoros

### Antike und Mittelalter
Das Gebiet des heutigen Anadolu Kavağı war in der Antike eine griechische Kolonie. Die Griechen errichteten auf dem Hügel bei Anadolu Kavağı eine Tempelanlage u. a. zu Ehren des Gottes Zeus. Später war Anadolu Kavağı mehrmals Kampfplatz gegen aus dem Norden kommende Angreifer, wie z. B. die Germanen im 3. Jahrhundert. 1305 wurde die Burg bei Anadolu Kavağı zum ersten Mal und von den Anhängern Osman I. erobert und nach der Eroberung Konstantinopels 1453 endgültig osmanisch.

### Neuzeit
Nach dem Zweiten Weltkrieg wurde nördlich des Ortes ein Sperrgebiet mit militärischen Anlagen zur Verteidigung der türkischen Bosporus- und Mittelmeergebiete gegen eine von der türkischen Regierung befürchteten Invasion des sowjetischen Militärs errichtet.

## Verkehr und Wirtschaft
Der Militärstützpunkt versperrte die Zufahrtsstraße zum Ort, so dass Anadolu Kavağı lange Zeit auf dem Landweg schlecht zugänglich war. Allerdings ist der Ort gut mit den Bosporusdampfern zu erreichen, die von Eminönü und Beşiktaş, zwei Istanbuler Bezirke am südlichen Bosporus, verkehren. In seiner Geschichte war Anadolu Kavağı oft Zufluchtsort für Seefahrer und Handelsschiffe bei Sturm. 
Während früher eine der Haupteinnahmequellen die Fischerei war, ist der Ort mit einigen Restaurants heute wegen seiner zum Teil ursprünglichen Gebäude und der nahe gelegenen Burgruine Yoros ein beliebtes Touristenziel.
Koordinaten: 41° 10′ N, 29° 5′ O